# Варга, Адам
Адам Варга (венг. Varga Ádám; род. 20 ноября 1999, Будапешт) — венгерский гребец на байдарках, двукратный серебряный призёр летних Олимпийских игр 2020 и 2024 годов, двукратный чемпион Европы, чемпион III Европейских игр, призёр чемпионатов мира и Европы. Участник летних Олимпийских игр 2020 и 2024 годов.

## Карьера
Адам Варга участвовал в соревнованиях на летних Олимпийских играх 2020 года в Токио, которые состоялись в 2021 году. В байдарках-одиночках на дистанции 1000 метров он занял второе место в предварительном заезде, полуфинале и квалифицировался в финальный заезд, в котором завоевал серебряную медаль с результатом 3:22,431. Менее успешными были соревнования в гребле на байдарках-двойках на ту же дистанцию. Вместе с Корнелем Беке он занял итоговое двенадцатое место.
На чемпионате мира 2023 года в Дуйсбурге Варга завоевал серебряную медаль в байдарках-одиночках на дистанции 1000 метров. На III Европейских играх в Кракове, а соревнования были совмещены с чемпионатом Европы, в одиночках на 1000 метров завоевал золото.
На летних Олимпийских играх 2024 года в Париже венгр повторил свой успех 2021 года и вновь завоевал серебряную медаль в байдарках-одиночках на дистанции 1000 метров.
В 2025 году на чемпионате Европы в Рачице в байдарках-одиночках на дистанции 500 метров завоевал золотую медаль. На дистанции 5000 метров завоевал серебряную медаль. 